# Cantó de Seta-2
Sète-2 fou un cantó francès al districte de Montpeller (departament de l'Erau, regió del Llenguadoc-Rosselló). Comptava amb una part de la ciutat de Seta, sobretot la part més moderna i turística que forma l'istme conegut com el Lido. L'altra part de la ciutat estava inclosa al Cantó de Seta-1. Ambdós cantons foren agrupats en el cantó de Seta, en la reorganització administrativa francesa del 2015.